# 豊田神明社
豊田神明社（とよたしんめいしゃ）は、愛知県豊田市豊栄町1丁目にある神社。

## 概要
1937年（昭和12年）9月に地元（藤藪地区）の鎮守氏神として創建された。
拝殿および祝詞殿の天井に、合計106枚（拝殿が64枚、祝詞殿が42枚）の絵馬が奉納されている。

## 歴史
- 1937年（昭和12年）9月　建立
- 1944年（昭和19年）上郷村福受（現在の豊田市内）地区「村社山王神社」を移転遷座
- 1964年（昭和39年）1月　上郷村福寿地区へ「山王神社」を返還し、この時から「豊田神明社」と社名を変更。初代氏子総代は豊田英二
- 1988年（昭和63年）本殿完成[1]
- 1998年（平成10年）本殿完成10周年記念として、拝殿天井に64枚の絵馬が奉納される[1]
- 2018年（平成30年）5月　本殿再建30年を記念し、祝詞殿天井に42枚の絵馬を奉納[1]、合計106枚